# Доклендс

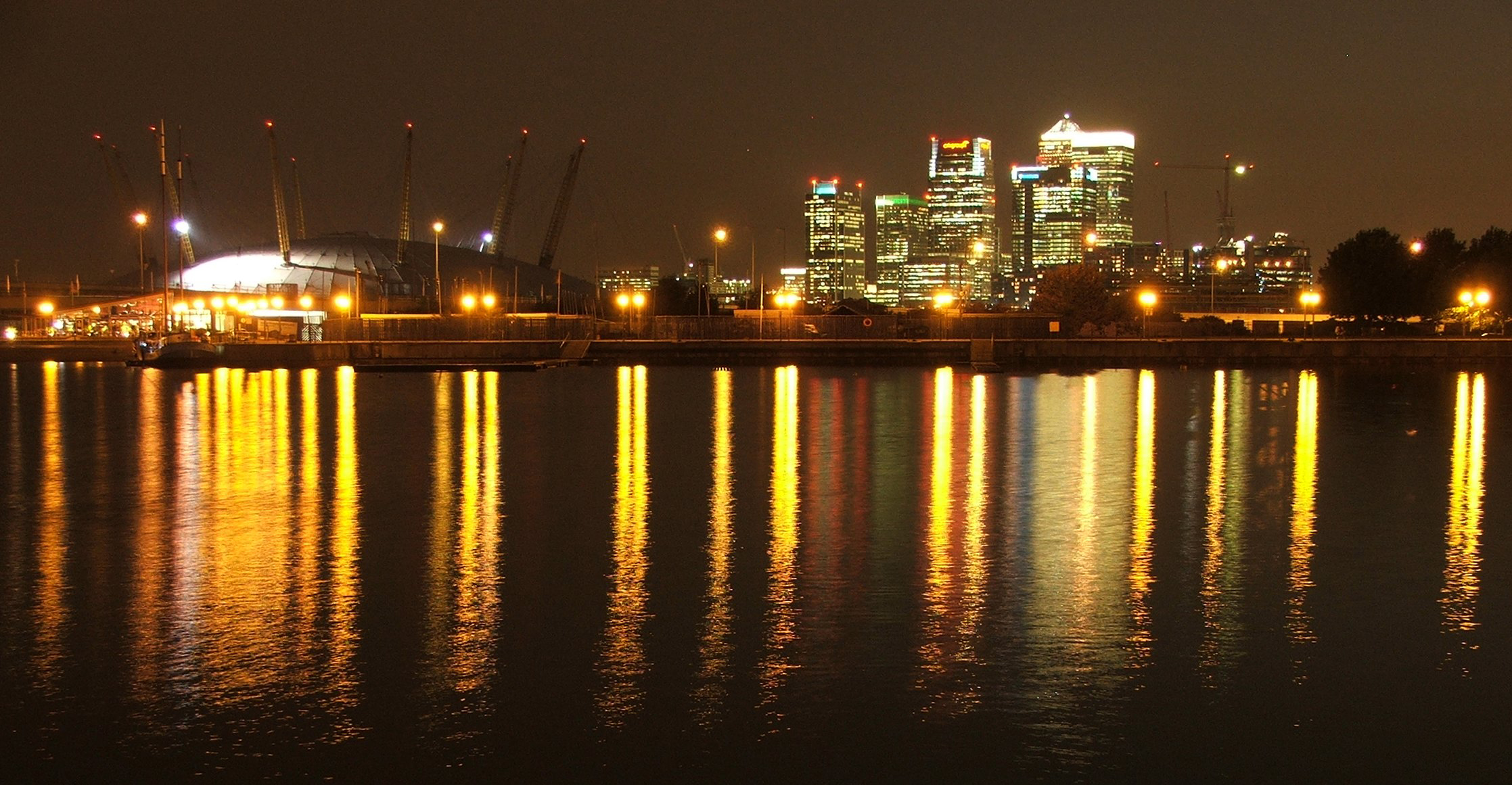
Вид на Арену О2 и Кэнэри-Уорф с дока королевы Виктории

Доклэндс (англ. London Docklands) — полуофициальное название территории к востоку и юго-востоку от центра Лондона, протянувшейся по обоим берегам Темзы восточнее Тауэра. В настоящее время зона старых доков разделена между административными округами Тауэр-Хэмлетс и Ньюхэм на левом берегу Темзы (см. Ист-Энд) и округами Саутуарк и Гринвич на правом берегу. Доки были раньше частью Лондонского порта, бывшим раньше одним из самых больших портов мира. Правительство Маргарет Тэтчер развернуло программу модернизации Доклендса, и сейчас они превращены в основном в жилые и коммерческие здания. Название «Доклендс» впервые было употреблено в правительственном докладе о планах развития в 1971 году, но с тех пор уже стало абсолютно всеми используемым. Это также вызвало конфликт между старыми и новыми коммунами Доклендс.

## Основание
В римские времена и средневековье корабли пришвартовывались в основном к берегам на территории нынешнего Сити или Саутворка. Однако при таком размещении корабли становились лёгкой добычей воров, а также серьёзно вставала проблема нехватки мест у берега. Первые доки (которые затем превратились в Коммерческие Доки Сюррея), построенные в 1696 году, были призваны решить эти проблемы путём предоставления просторной защищённой и охраняемой стоянки для судов с местом для примерно 120 судов. Эти доки имели огромный коммерческий успех и со временем дважды увеличивались, в Георгианскую и Викторианскую эпохи.
Первым доком в Георгианскую эпоху стал док Вест-Индия (открыт в 1802 году), затем док Лондон (1805), док Ист-Индия (открыт также в 1805 году), Доки Сюррея (1807), Санта-Катарина (1828) и Вест-Индия Саут (1829). В викторианскую эпоху доки строились восточнее и были построены доки Роял Виктория (1855), Миллуолл (1868) и Роял Альберт. Док Король Георг V был добавлен позднее, уже в 1921 году.
В течение Второй мировой войны доки активно бомбили и всего на них было сброшено более 2500 бомб.

## Развитие

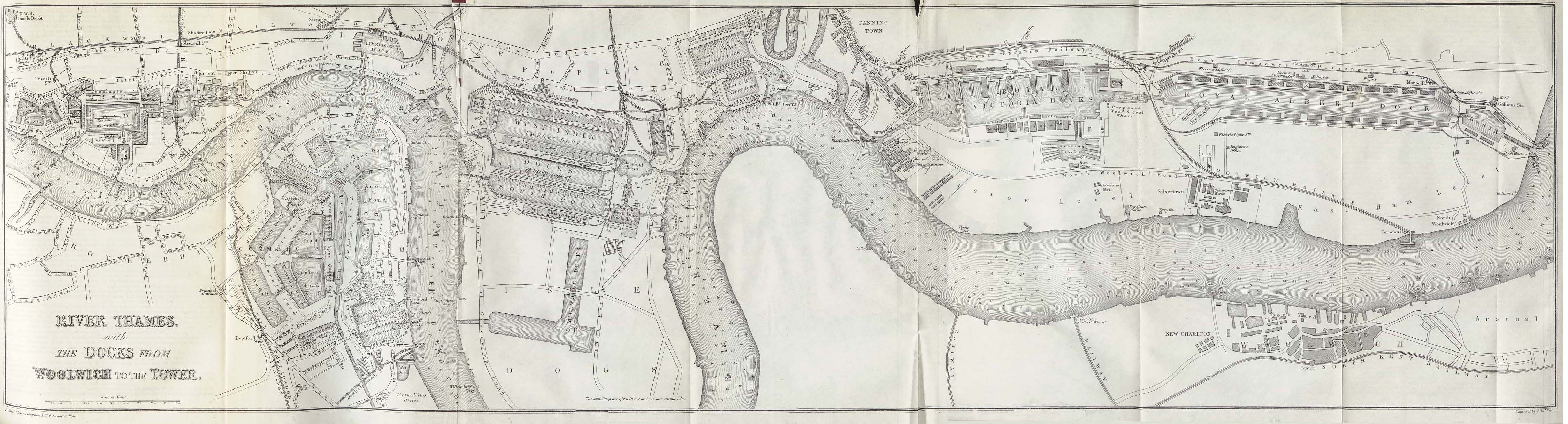
Лондонские доки в 1882 году.

Существовало три основных типа доков. «Мокрые доки» — доки, где корабли вставали на якорь, разгружались и загружались. «Сухие доки» были гораздо меньше и вмещали лишь по одному кораблю для его ремонта. Новые корабли строились на верфях вдоль берега реки. Кроме того, вдоль реки стояло огромное количество складов, в реку выдавалось множество пирсов и пристаней. Обычно каждый док имел специализацию на определённом товаре. Например, Доки Сюррея специализировался на брёвнах, Миллуолл принимал пшеницу, Санта-Катарина специализировалась на шерсти, сахаре и каучуке.
Докам требовалась целая армия рабочих, особенно рабочих на лихтеры, чтобы доставлять грузы с корабля на склад, и рабочих на пристани, которые работали с грузом на берегу. Некоторые рабочие должны были быть очень умелыми, как например рабочие на лихтерах, имевшие свою гильдию, и рабочие, занимавшиеся разгрузкой брёвен, которые были известны своей ловкостью. Однако, в основном, рабочие были необразованными и трудились в качестве обычной тягловой силы. Рабочие обычно собирались в пабах по утрам, где их отбирали почти случайным образом бригадиры. Для этих рабочих это была практически лотерея, получат ли они сегодня работу, как следствие, зарплату и еду, в каждый конкретный день. Такой способ найма практиковался вплоть до 1965 года, хотя и был немного систематизирован в 1947 году.
Основная территория доков изначально была низко расположенным болотом, непригодным для сельского хозяйства и почти не заселённым. С основанием доков рабочие сформировали несколько дружных общин со своим жаргоном и культурой. Слабые коммуникации означали оторванность района от других частей Лондона, из-за чего он развивался практически в изоляции. Например на острове Собак было две дороги в город. Изоляционистские настроения были настолько сильными, что в 1920 году жители острова заблокировали дороги и объявили независимость.

## XX век

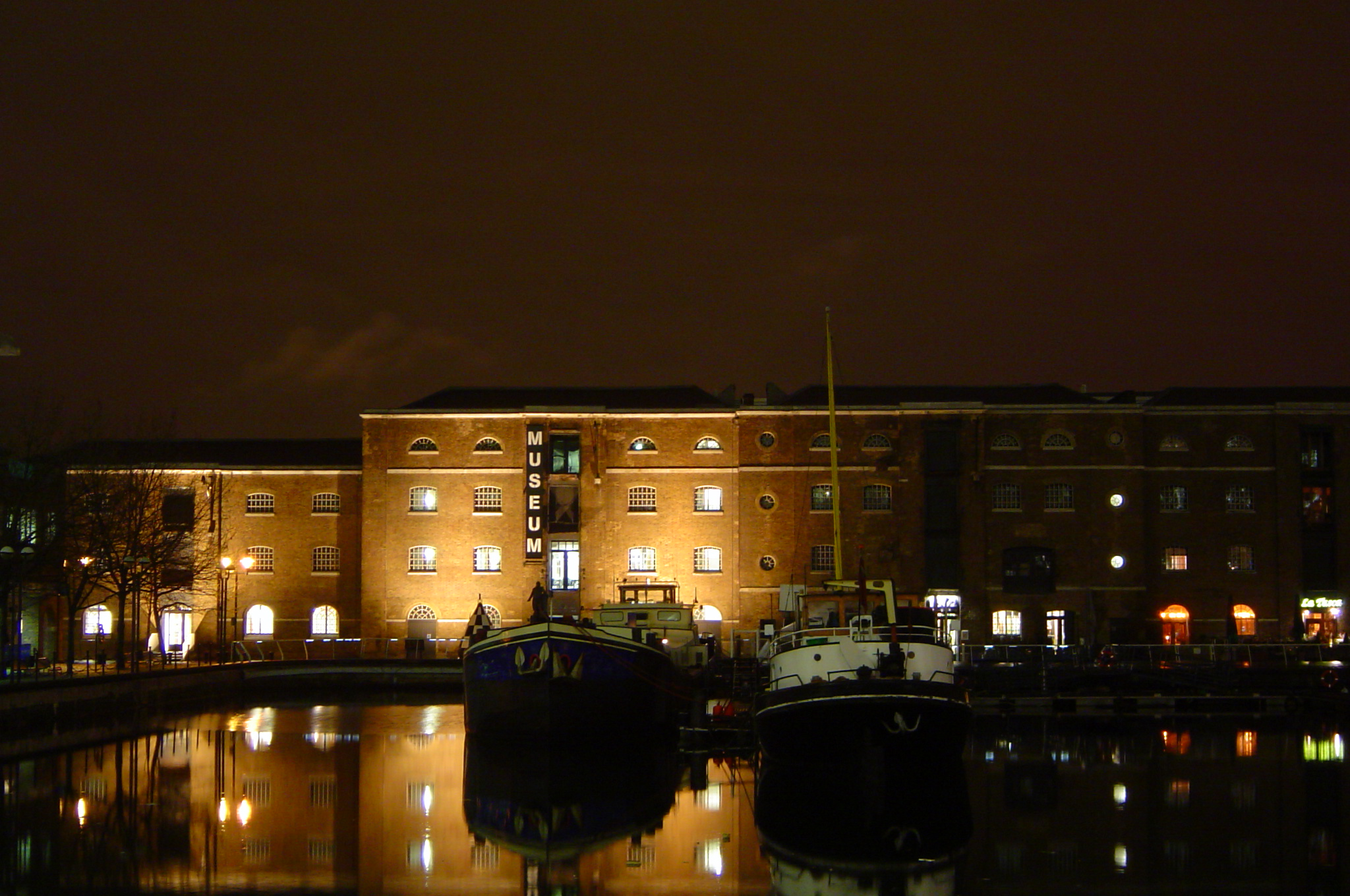
Музей Доклендса, около Кэнэри-Уорф

Доки изначально строились и управлялись несколькими конкурирующими компаниями. С 1909 года они перешли под управление Лондонского порта, который объединил компании, чтобы доки работали более эффективно. После этого также был построен последний док (Король Георг V).
Немецкие бомбардировки во время Второй мировой войны нанесли серьёзный ущерб докам, так, например, 380 000 тонн брёвен было уничтожено в доках Сюррея за одну ночь. Тем не менее в ходе послевоенного восстановления доки испытали новый расцвет в 1950-х. Конец пришёл неожиданно где-то между 1960 и 1970 годами, когда корабли стали активно переходить на контейнерный способ перевозки грузов. Кроме того, в это время значительно выросли в размерах все корабли, не только контейнеровозы. Лондонские доки были неспособны принять корабли гораздо большие, чем раньше, требовавшиеся для перевозки контейнеров, и портовая индустрия переместилась в более глубоководные порты в Тилбери и Филикстоу. С 1960 по 1980 год все лондонские доки были закрыты, оставив после себя около 21 км² покинутой земли в восточном Лондоне. Безработица была очень высока, а нищета и другие социальные проблемы встали очень остро.

## Новое развитие

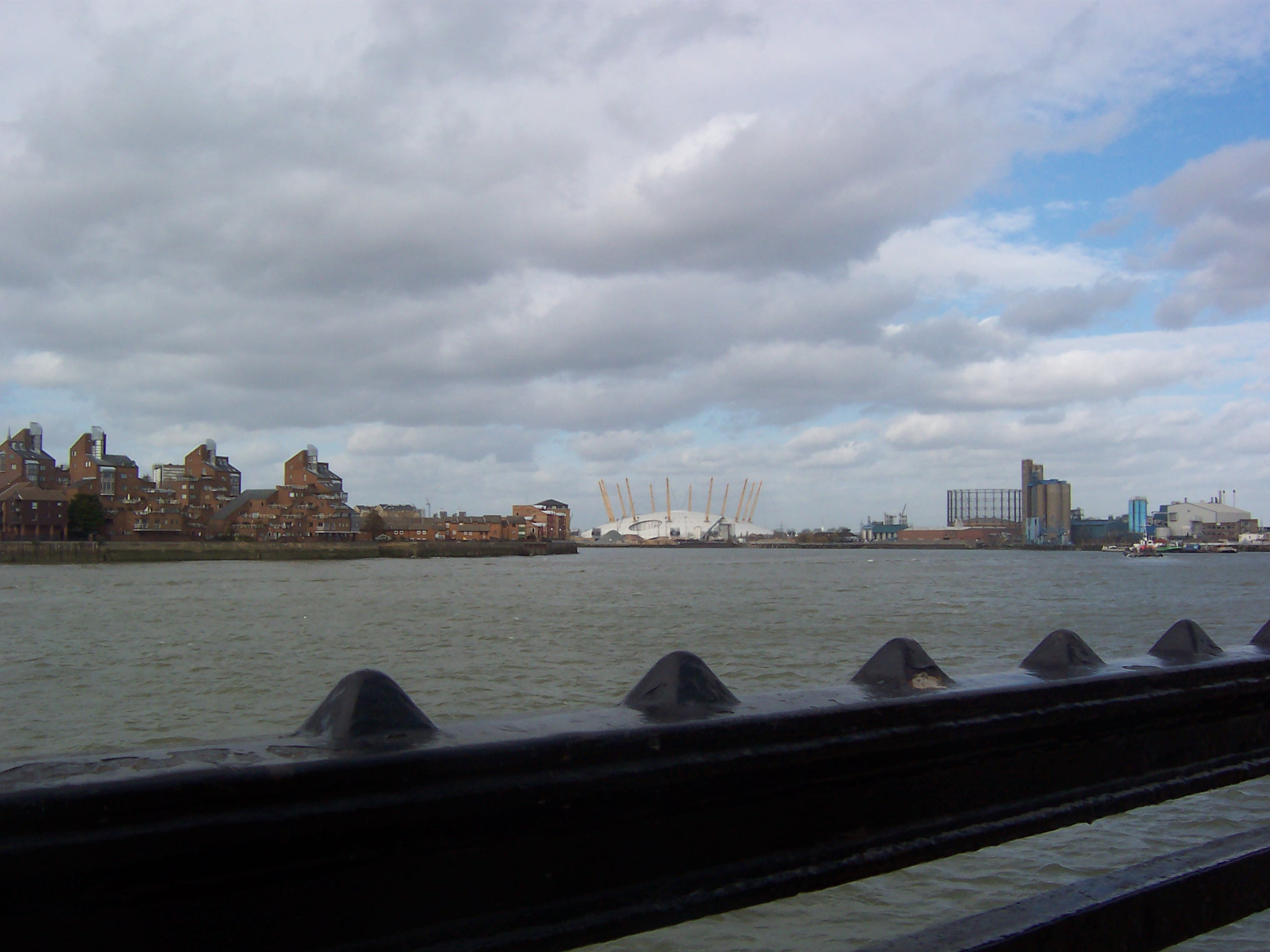
Арена О2, вид из доков Гринвича

Попытки начать новое развитие территории доков появились почти сразу после их закрытия, хотя потребовалось десятилетие, чтобы большинство планов вышло за рамки бумажных проектов и ещё десятилетие, чтобы наконец закончить перестройку района. Ситуация также была сильно запутана большим количеством владельцев земли в доках: Лондонский порт, Совет Большого Лондона, British Gas, советы 5 разных боро, British Rail и Central Electricity Generating Board.
Для решения этой проблемы в 1981 году была сформирована Корпорация развития Доклендс. Это был статутная компания, финансировавшаяся центральным правительством с широкими правами по покупке и продаже земель в Доклендс. Также Корпорация служила основой для планирования развития региона.
Другим важным нововведением стало создание в 1982 году Особой экономической зоны, где бизнес освобождался от налога на имущество и имел другие привилегии, включая упрощённое планирование и допущения по капиталу. Это сделало инвестирование в Доклендс чрезвычайно выгодным и стало толчком для имущественного бума в районе.
Корпорация по Развитию однако имела обратный эффект — она была обвинена в предоставлении преференций элитному строительству, а не доступному жилью, что сделало её непопулярной среди местного общества, ощущавшего отсутствие внимания к своим нуждам. Тем не менее Корпорация была ключевой в фантастическом преображении района, хотя до сих пор ведутся споры, насколько она управляла происходящим. Корпорация была расформирована в 1998 году, когда контроль за территорией Доклендс перешёл обратно к местному самоуправлению.
Большая программа в 1980-х — 1990-х превратила огромную территорию Доклендс в смесь жилых домов, коммерческих зданий и лёгкой индустрии. Главным символом этих огромных усилий стал проект Кэнэри-Уорф, в ходе которого были построены самые высокие здания Британии и был создан второй финансовый центр в Лондоне. Однако в этом нет заслуги Корпорации развития Доклендс, поскольку идея была взята на основе части нынешнего Кэнери-Уорф, которая к тому моменту уже стала развиваться сама в этом направлении.
Кэнэри-Уорф также испытывал серьёзные проблемы, включая серьёзный спад стоимости недвижимости в начале 1990-х, что задержало развитие района на несколько лет. Девелоперы оказались с грузом собственности, которую они не могли ни сдать, ни продать.
Исторически Доклендс имел слабые транспортные связи. Эта проблема была решена в 1987 году строительством Доклендского лёгкого метро (DLR), которое связало Доклендс с центром города. Это обошлось очень недорого, составив всего £77 миллионов на первой фазе, поскольку для него использовалась старая железнодорожная инфраструктура и покинутые земли почти на всём протяжении. Правда изначально Корпорация запрашивала строительство полноценной подземки, однако правительство отказалось финансировать этот проект. Несмотря на то, что DLR внешне во многом напоминает метро, оно существует автономно, и с Лондонским метрополитеном физически не связано.
Также был построен тоннель, связавший Собачий остров с основными трассами, стоимостью более £150 миллионов за километр дороги — что сделало её одной из самых дорогих дорог, из когда-либо строившихся.
Также был построен аэропорт Лондон-Сити (IATA LCY), открытый в октябре 1987 года.

## Сегодня

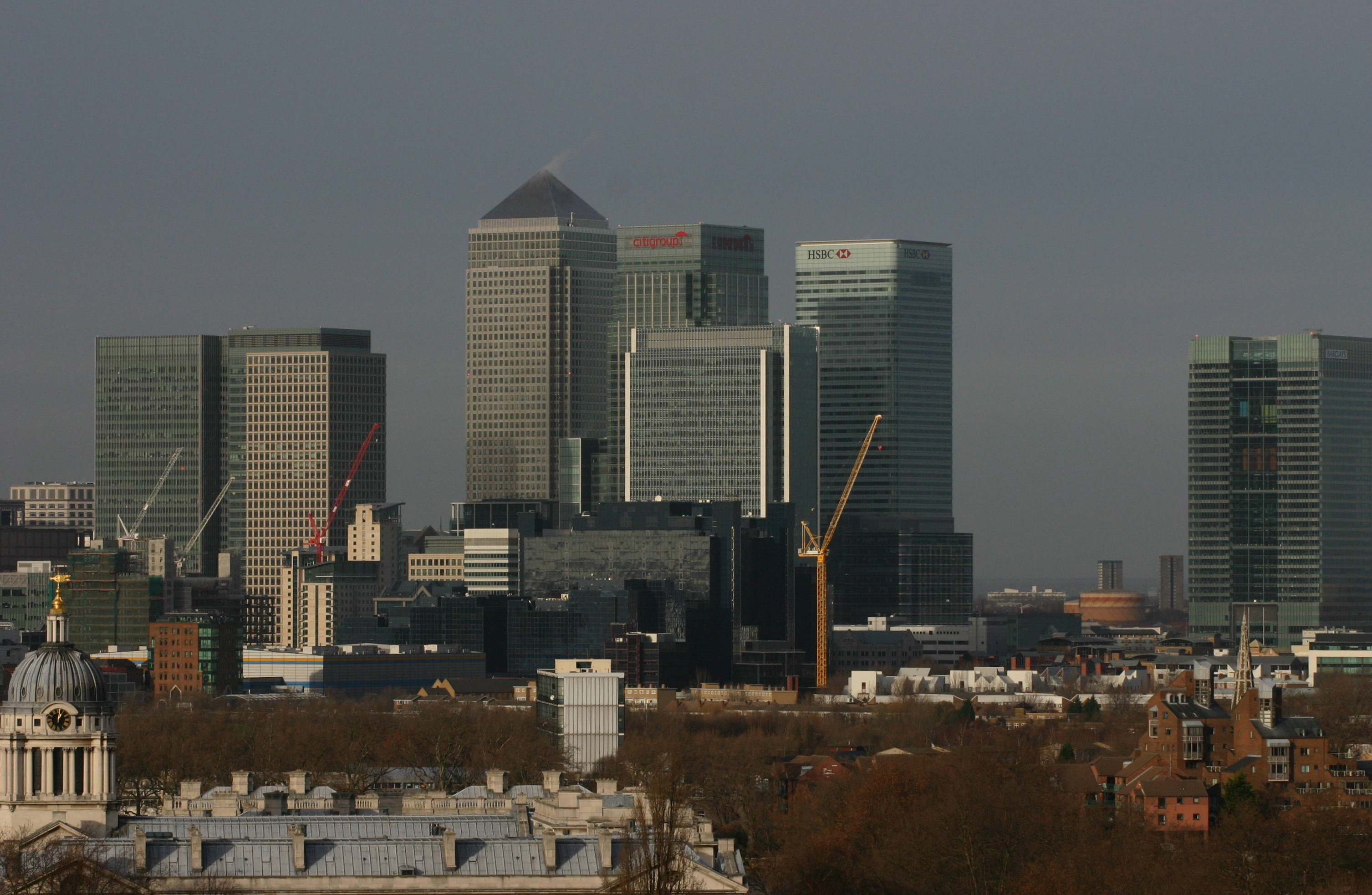
Высокие офисные здания в районе Кэнэри-Уорф

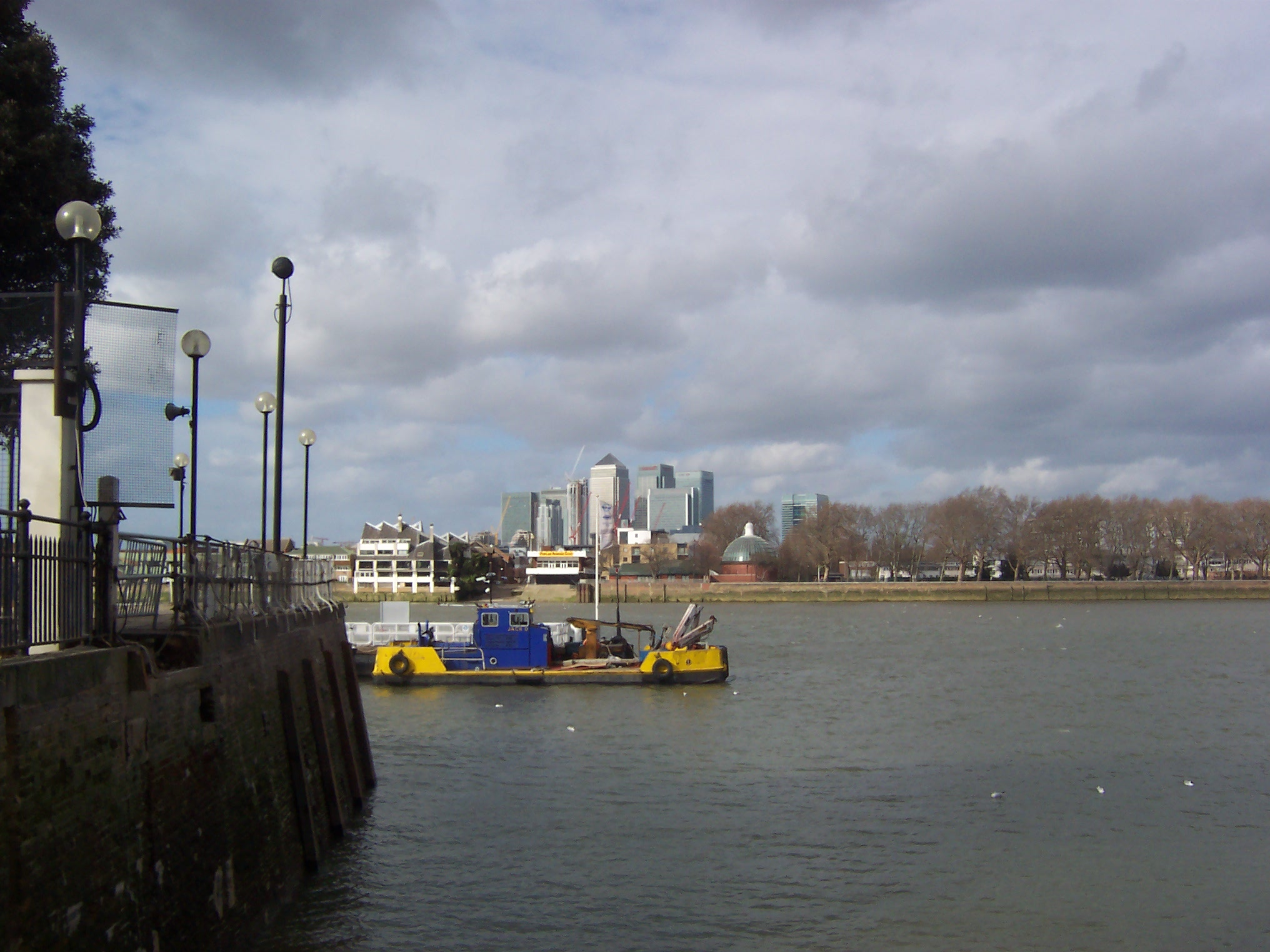
Вид на них же из Гринвича

За последние 30 лет население Доклендс увеличилось вдвое, а район стал большим торговым центром и отличным местом для жизни. Транспортные связи сильно расширились, остров Собак теперь входит в сеть подземки благодаря продлению линии Джубили (открыта в 1999 году), а также благодаря продлению DLR до Бектона, Люишема, аэропорта Лондон-Сити и Стратфорда. Кэнэри-Уорф стал одним из основных мест в Европе для небоскрёбов и прямым конкурентом для финансового центра в Сити.
Большинство старых верфей и складов были снесены, однако некоторые были отремонтированы и превращены в жилые дома. Большинство доков сохранилось и сейчас используется в основном для водных видов спорта, за исключением Коммерческих Доков Сюррея, которые сейчас почти засыпаны. Хотя большие корабли по-прежнему могут заходить в доки, и иногда так и делают, однако весь коммерческий трафик передвинулся вниз по реке.
Оживление Доклендс сильно повлияло и на окружающие территории. Гринвич и Дептфорд также активно развиваются, во многом благодаря улучшению транспортной ситуации, что сделало их более привлекательными.
Резкое развитие Доклендс имело и отрицательные последствия. Большой бум недвижимости и большой рост в её стоимости привело к противостоянию между новыми жителями и теми, кто живёт здесь давно, которые жалуются на то, что их отсюда выдавливают. Это также привело к одному из самых ярких контрастов Британии: элитные эксклюзивные дома построены рядом с разваливающимися домами бедных.
Статус Доклендс, как символа тэтчеровской Британии сделал его целью для террористов. После неудавшейся попытки взорвать Кэнери-Уорф, Ирландская республиканская армия взорвала бомбу в Саут Куэй 9 февраля 1996 года. Два человека погибло, ещё 40 были ранены, а нанесённый ущерб был оценён в £150 миллионов. Этот взрыв стал концом «прекращения огня» этой организацией. В 1998 году обвиняемый по этому делу Джеймс Макардл получил 25 лет лишения свободы в суде Вулвича. По условиям Белфастского соглашения Макардл был отпущен 28 июня 2000 года.
В Доклендс также выпускается своя собственная бесплатную газету The Docklands c 2006 года. В ней публикуют новости, о спорте и жизни. Газета выходит каждый вторник. Газету доставляют в несколько мест, откуда её можно взять бесплатно. Газета очень популярна в этом районе. В 2007 году была запущена схожая по формату газета The Peninsula, покрывающая полуостров Гринвич.
Среди других достижений в развитии района, можно отметить собственный симфонический оркестр, созданный в январе 2009 года. Кроме того в Доклендс находится Университет Восточного Лондона, размещённый в современных зданиях, насчитывающий 24 000 студентов.

## Дальнейшее развитие
Успех перестройки района дал ход нескольким новым планам развития, включая:
- Развитие DLR предположительно до Дагенема.
- Линия Crossrail между Кэнери-Уорф, центральным Лондоном и аэропортом Хитроу.
- Строительство новых небоскрёбов в Кэнэри-Уорф

В начале XXI века развитие района передвигается дальше в пригороды восточного Лондона, а также частично и в графства Кент и Эссекс, которые граничат с устьем Темзы.